# Ludlow (vila de Vermont)
Ludlow és una vil·la del Comtat de Windsor a l'estat de Vermont, dels Estats Units d'Amèrica.

## Demografia
Segons el cens dels Estats Units del 2000 Ludlow tenia 958 habitants., 437 habitatges, i 221 famílies. La densitat de població era de 274 habitants per km².
Dels 437 habitatges en un 20,8% hi vivien nens de menys de 18 anys, en un 38,7% hi vivien parelles casades, en un 9,4% dones solteres, i en un 49,4% no eren unitats familiars. En el 40,7% dels habitatges hi vivien persones soles el 16,9% de les quals corresponia a persones de 65 anys o més que vivien soles. El nombre mitjà de persones vivint en cada habitatge era de 2,06 i el nombre mitjà de persones que vivien en cada família era de 2,79.
Per edats la població es repartia de la següent manera: un 19,3% tenia menys de 18 anys, un 6,8% entre 18 i 24, un 29,4% entre 25 i 44, un 21,5% de 45 a 60 i un 23% 65 anys o més.
L'edat mediana era de 42 anys. Per cada 100 dones de 18 o més anys hi havia 82,3 homes.
La renda mediana per habitatge era de 29.698 $ i la renda mediana per família de 40.703 $. Els homes tenien una renda mediana de 31.250 $ mentre que les dones 20.455 $. La renda per capita de la població era de 19.824 $. Entorn del 6,7% de les famílies i el 9,5% de la població estaven per davall del llindar de pobresa.